# Мельничный (Челябинская область)
Мельничный — упраздненный в 2023 году посёлок в Троицком районе Челябинской области России. Входил в состав Клястицкого сельского поселения.

## География
Расположен в центральной части района, на берегу р. Увелька. Рельеф — равнина (Западно-Сибирская равнина); ближайшие выс. — 216 и 217 м. Ландшафт — лесостепь. Поселок окружают пашни, у восточной окраины — небольшой лесной колок.

## История
Посёлок официально образован (и назван) в 1961 в Клястицком сельсовете на месте бывшей заимки Тумаковка при мельнице № 18.
Тогда же был объединен с населенным пунктом при молочнотоварной ферме № 1 (упоминается в статистических документах с 1954) колхоза им. Буденного.
В 1926 году относился к Клястицкому сельсовету Троицкого райна Уральской области, состоял из 8 дворов (36 жит., из них 8 татар), в 1956 — из 39 (156).
В кон. 1960-х — 1970-х гг. располагалась бригада колхоза «Южный Урал».
Упразднён постановлением Законодательного Собрания Челябинской области №1808 от 24 августа 2023 года.

## Мельница

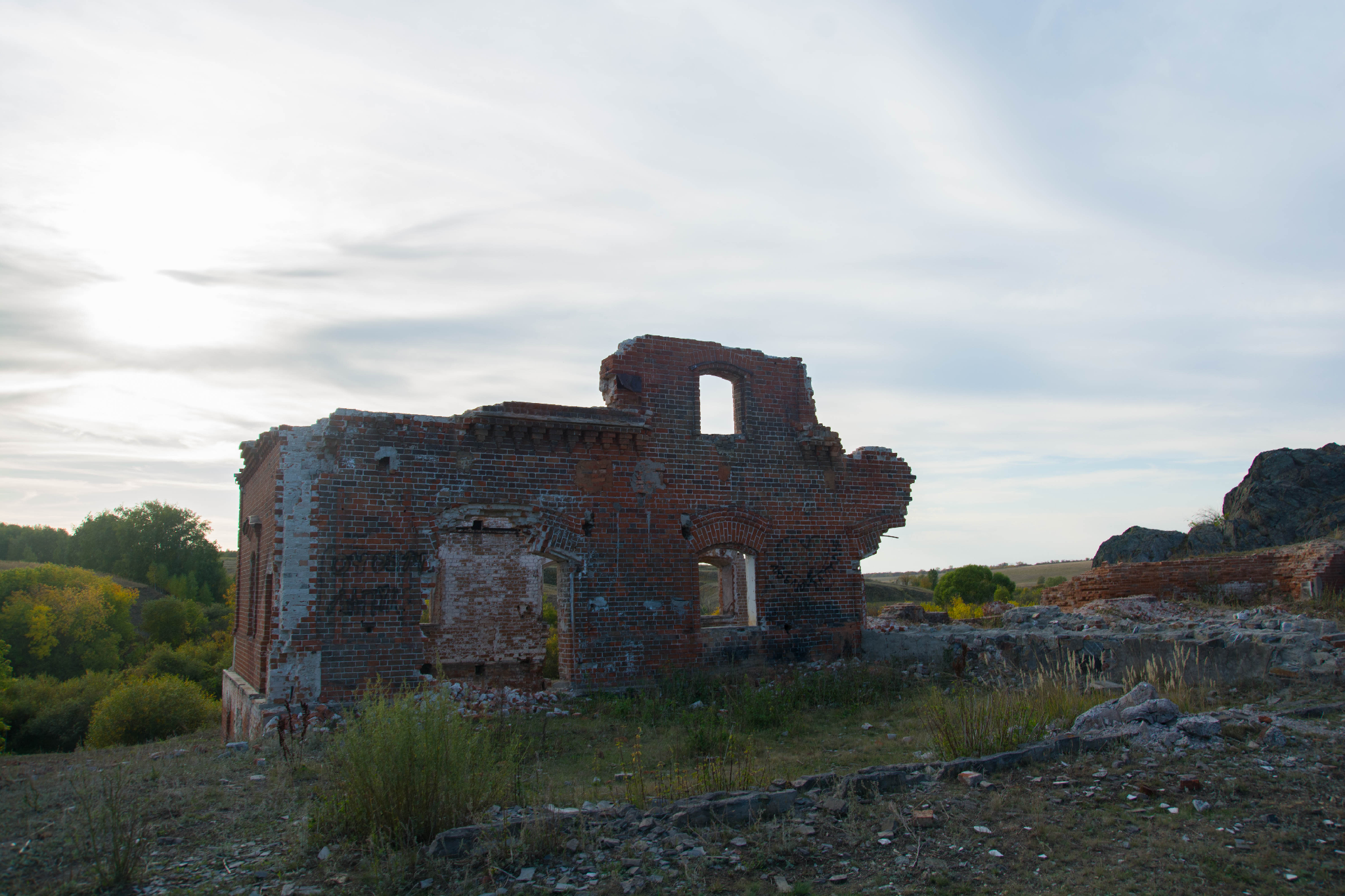
Разрушенная мельница Тумакова

Посёлок появился на месте построенной мельницы купца Ивана Ивановича Тумакова, мельница построена в 1872 году.
На мельнице работал в 1926 году известный пивовар Яков Зуккер.
В 1927 году мельницы была национализирована и передана Клястицкому сельскому совету.
На июнь 2018 года остался остов здания из красного кирпича.
Продукция поставлялась на Троицкую ярмарку.

## Население
| 2002 | 2010 |
| ---- | ---- |
| 0    | →0   |

### Историческая численность населения
По данным статистики, в 1970 в поселке проживало 38 человек, в 1983 — 2, в 1995 — 5.

## Инфраструктура
Целых строений и населения нет (2019).

## Транспорт
Связан плохими грунтовыми дорогами с соседними населенными пунктами. Расстояние до районного центра (Троицк) 12 км, до центра сельского поселения (с. Клястицкое) — 5 км.